# Unity (módulo da ISS)

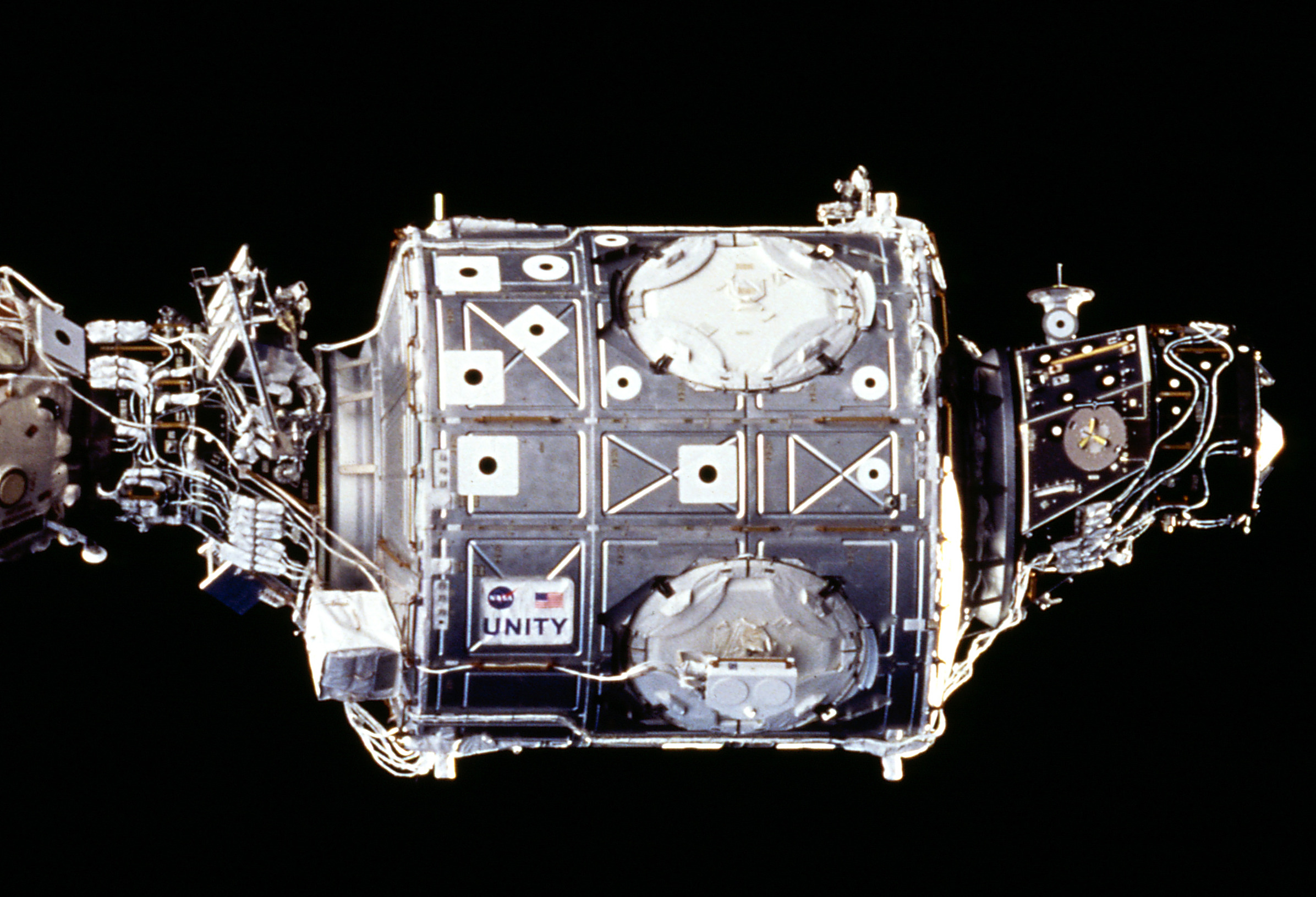
Módulo Unity da ISS.

Unity, também conhecido como Node 1, é um dos componentes da Estação Espacial Internacional e foi o primeiro componente da estação construído pelos Estados Unidos. Construído pela Boeing no  Centro de Voos Espaciais George C. Marshall, no Alabama, durante três anos, ele tem formato cilíndrico, com cinco metros de diâmetro, 12 metros de comprimento e massa de 11,5 toneladas. A peça serve de local de passagem dos astronautas para os módulos de trabalho e de habitação. Possui seis pontos de entrada em sua estrutura, com duas aberturas nas extremidades do módulo e quatro em torno da peça. Na extremidade superior está o Z1, um dos componentes do Truss – o esqueleto central da ISS em torno do qual tudo é montado. Embaixo dele está o MPLM Leonardo, que foi adaptado para permanecer na estação. Num dos lados está o Quest, local de onde os astronautas saem para fazer missões extraveiculares. No outro lado está o Node 3, o Tranquility. Atrás está o PMA-1, ou Adaptador de Acoplamento Pressurizado 1, que aporta naves com diferentes tipos de bocais de acoplamento e na porta frontal está o módulo Destiny, que é um dos laboratórios da estação.

## Lançamento e conexões

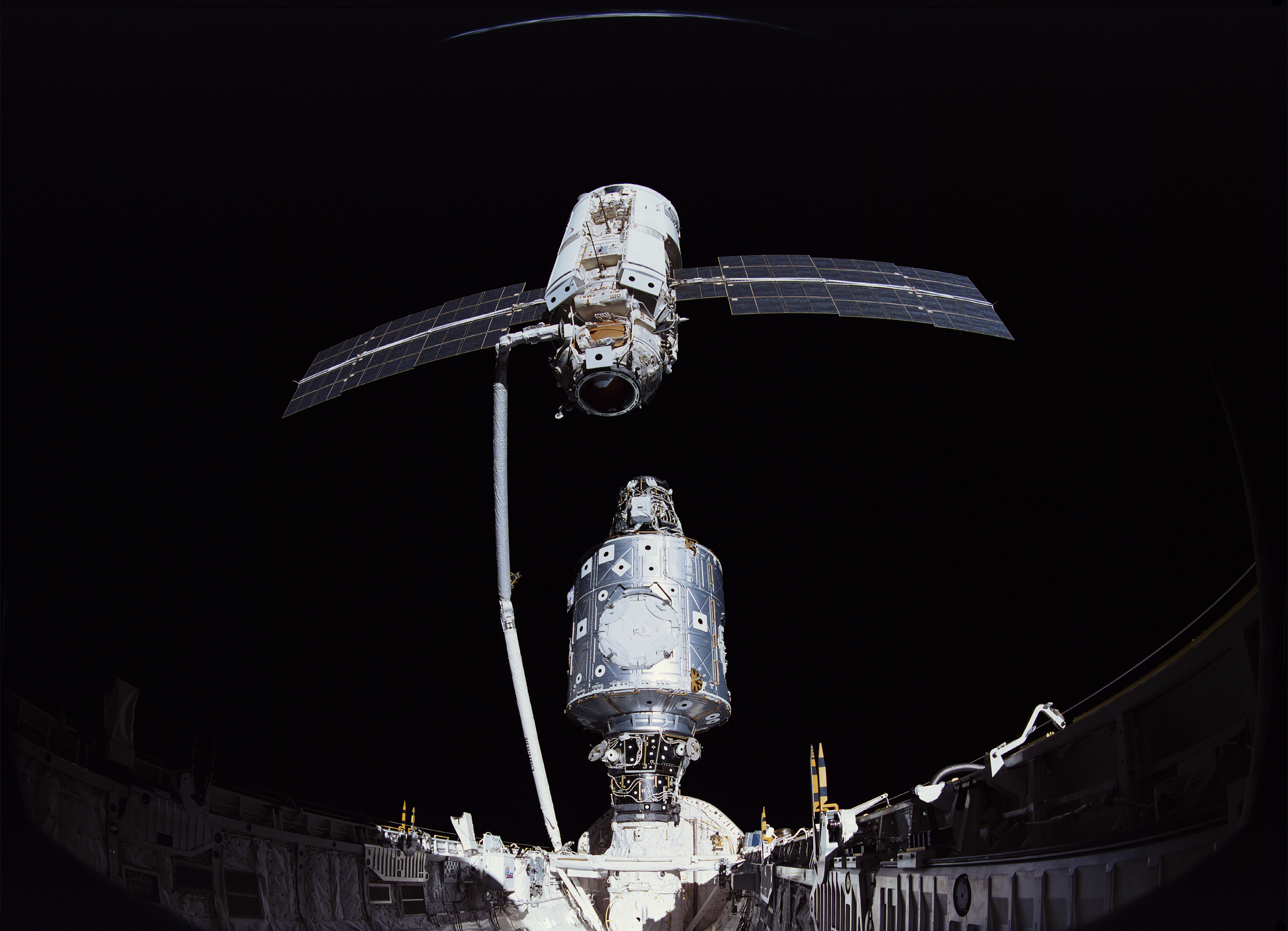
Fotografia da Unity.

O Unity foi levado ao espaço em 4 de dezembro de 1998 como carga principal do ônibus espacial Endeavour, missão STS-88, a primeira missão do ônibus espacial dedicada à montagem da estação. Dois dias depois, a tripulação conectou a porta de atracação da Unity com a escotilha dianteira do módulo russo Zarya, já em órbita, lançado do Cosmódromo de Baikonur semanas antes e a primeira estrutura da ISS no espaço. Esta foi a primeira conexão feita entre dois módulos da ISS em órbita.
O Unity possui duas portas axiais e quatro portas radiais de mecanismo de atracação comum (CBM). Além de acoplado ao Zarya, ele é conectado ao módulo Destiny (levado na STS-98 em 2001), ao PMA-3, à  Z1 truss e ao módulo  Quest (levado na STS-104 também em 2001). Durante a missão STS-120 o módulo Harmony foi temporariamente ligado ao Unity. O módulo Tranquility, que é uma Cúpula com várias janelas de observação, foi  acoplado a ele durante a STS-130 e o MPLM Leonardo foi adicionado ao porto inferior Nadir pela STS-133. Os MLM Rafaello e Leonardo foram acoplados a ele em diversas missões.

## Estrutura

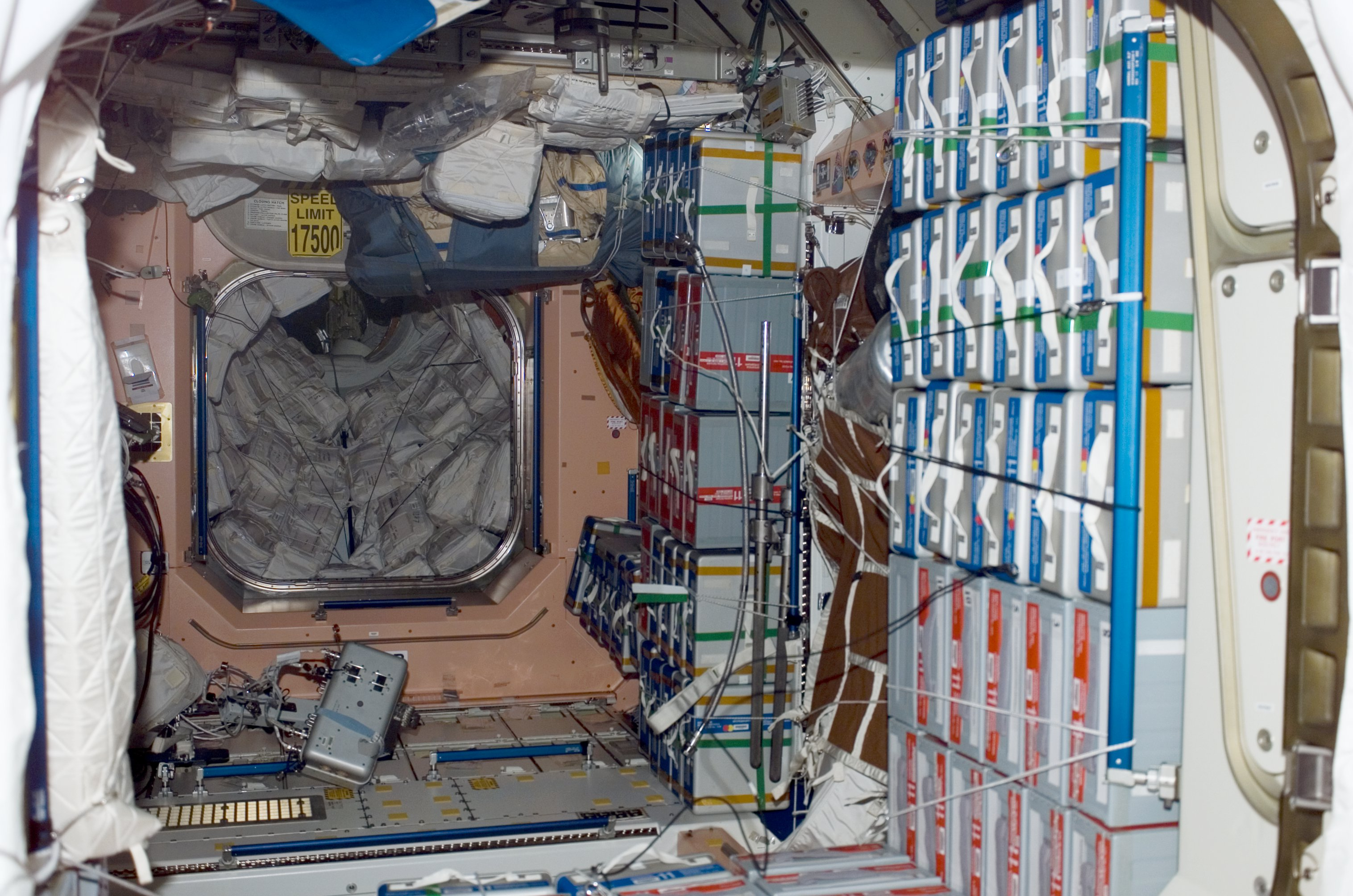
O interior do Unity.

Os recursos essenciais da estação, como sistema de controle ambiental, de líquidos, de sustentação de vida, de dados e de eletricidade são distribuídos através do Unity, que serve as áreas vivas da ISS. Mais de 50 mil peças mecânicas, 216 linhas de transporte de líquidos e gases e mais de 6 km de cabos e fios foram instalados no módulo, que é feito de alumínio e aço inoxidável. Durante a construção da estação, uma tripulação colocou numa de suas escotilhas avisos de limites de velocidade, assinalando a velocidade orbital em milhas e quilômetros por hora. Antes do seu lançamento, adaptadores cônicos pressurizados foram instalados na popa e na proa do módulo. O Unity e os dois adaptadores pesam juntos cerca de 11.600 kg; estes adaptadores permitem que os sistemas de encaixe usados no passado pelo ônibus espacial e pelos módulos russos se conectem às escotilhas e aos mecanismos de atracação. O PMA-1 agora anexa permanentemente o Unity ao Zarya. Anexado ao exterior do PMA-1 estão os computadores, que forneceram os primeiros comandos e controles do módulo. O Unity também é equipado com um sistema de comunicação que permitia a troca de dados, voz e vídeo com baixa taxa de dados com o Controle de Missão em Houston, para suplementar os sistemas de comunicações russos durante as primeiras atividades de montagem da estação. O PMA-3 foi anexado ao porto inferior Nadir da Unity pela tripulação da STS-92.

### Outros módulos de conexão
Os outros dois módulos de conexão da estação, ou "Nodes" (pt: Nó ou Nódulo) – o Unity é o Node 1 – foram construídos na Itália pela  Alenia Aerospazio, como parte do acordo entre a NASA e a Agência Espacial Europeia (ESA). O Harmony (antes Node 2) e o Tranquility (antes Node 3) são um pouco mais longos que o Unity, medindo 6,7 m de comprimento no total. Além dos seis pontos de acoplamento, cada um deles pode receber oito International Standard Payload Rack, um conjunto de prateleiras especiais usadas para estocagem e proteção de equipamentos e hardware que são instalados ou guardados no exterior dos módulos, protegidos por mantas térmicas. O Unity pode receber quatro. A A ESA construiu os Nodes 2 e 3 como pagamento parcial do lançamento do módulo-laboratório Columbus e de outros equipamentos da agência nos ônibus espaciais .